# Koúrtaka
Koúrtaka (grec moderne : Κούρτακα) est un village chypriote situé dans le district de Paphos et comptant plus de 7 habitants.